# Radikal 61
Radikal 61 mit der Bedeutung „Herz“ (alles, was mit Gefühl und Gemüt zu tun hat) ist eines von den 34 traditionellen Radikalen der chinesischen Schrift, die aus vier Strichen bestehen. Mit 303 Zeichenverbindungen in Mathews’ Chinese-English Dictionary nimmt es eine sehr hohe Häufigkeit ein.
Das Radikal Herz nimmt nur in der Langzeichen-Liste traditioneller Radikale, die aus 214 Radikalen besteht, die 61. Position ein. In modernen Kurzzeichen-Wörterbüchern kann es sich an ganz anderer Stelle finden. Im Neuen chinesisch-deutschen Wörterbuch aus der Volksrepublik China steht es zum Beispiel an 41. (忄) und an 81. (心) Stelle.
Die Schreibvariante 忄, mit nur drei  Strichen geschrieben, steht immer links.

## Schriftzeichenverbindungen, die vom Radikal 61 regiert werden
| Striche | Zeichen |
| ------- | --- |
| +0      | 心 忄 |
| +01     | 必 忆 |
| +02     | 忇 忈 忉 忊 |
| +03     | 忋忌忍忎忏忐忑忒忓忔忕忖志忘忙忚忛応                                                                                           |
| +04     | 忝忞忟忠忡忢忣忤忥忦忧忨忩忪快忬忭忮忯忰忱忲忳忴念忶忷忸忹忺忻忼忽忾忿怀态怂怃怄怅怆                                           |
| +05     | 怇怈怉怊怋怌怍怎怏怐怑怒怓怔怕怖怗怘怙怚怛怜思怞怟怠怡怢怣怤急怦性怨怩怪怫怬怭怮怯怰怱怲怳怴怵怶怷怸怹怺总怼怽怾怿             |
| +06     | 恀恁恂恃恄恅恆恇恈恉恊恋恌恍恎恏恐恑恒恓恔恕恖恗恘恙恚恛恜恝恞恟恠恡恢恣恤恥恦恧恨恩恪恫恬恭恮息恰恱恲恳恴恵恶恷恸恹恺恻恼悔   |
| +07     | 恽恾恿悀悁悂悃悄悅悆悇悈悉悊悋悌悍悎悏悐悑悒悓悕悖悗悘悙悚悛悜悝悞悟悠悡悢患悤悥悦悧您悩悪悫悬悭悮悯                           |
| +08     | 悰悱悲悳悴悵悶悷悸悹悺悻悼悽悾悿惀惁惂惃惄情惆惇惈惉惊惋惌惍惎惏惐惑惒惓惔惕惖惗惘惙惚惛惜惝惞惟惠惡惢惣惤惥惦惧惨惩惪惫惬惭惮 |
| +09     | 惯惰惱惲想惴惵惶惷惸惹惺惻惼惽惾惿愀愁愂愃愄愅愆愇愈愉愊愋愌愍愎意愐愑愒愓愔愕愖愗愘愙愚愛愜愝愞感愠愡愢愣愤愥愦慨             |
| +10     | 愧愨愩愪愫愬愭愮愯愰愱愲愳愴愵愶愷愸愹愺愻愼愽愾愿慀慁慂慃慄慅慆慇慈慉慊態慌慍慎慏慐                                           |
| +11     | 慑慒慓慔慕慖慗慘慙慚慛慜慝慞慟慠慡慢慣慤慥慦慧慩慪慫慬慭慮慯慰慱慲慳慴慵慶慷慸慹慺慻慼慽慾慿憀憁憃憄憅憆憇憎                   |
| +12     | 憂憈憉憊憋憌憍憏憐憑憒憓憔憕憖憗憘憙憚憛憜憝憞憟憠憡憢憣憥憦憧憨憩憪憫憬憭憮憯憰憱憲憳                                         |
| +13     | 憤憴憵憶憷憸憹憺憻憼憽憾憿懀懁懂懃懄懅懆懇懈應懊懋懌懍懎懏懐懑懒懓懔懕懖                                                       |
| +14     | 懗懘懙懚懛懜懝懞懟懠懡懢懣懤懥懦懧懨懩懪懫懬懭懮懯懰懱懲                                                                       |
| +15     | 懳 懴 |
| +16     | 懵 懶 懷 懸 |
| +17     | 懹 懺 懻 |
| +18     | 懼 懽 懾 懿 |
| +19     | 戀 戁 戂 |
| +20     | 戃 戄 |
| +21     | 戅 戆 |
| +24     | 戇 |

 Im Unicodeblock Kangxi-Radikale ist das Radikal 61 unter der Codepointnummer 12.092 (U+2F3C) codiert.